# فیه ما فیه
فیهِ ما فیهِ یا مقالات مولانا، کتابی است به نثر فارسی اثر مولانا جلال‌الدین محمد بلخی (۶۰۴–۶۷۲ ق) با موضوع نقد و تفسیر عرفانی و شامل یادداشت‌هایی است که در طول سی سال از سخنان مولانا در مجالس فراهم آمده‌است. این سخنان توسط مریدان مولانا نوشته می‌شده‌است. نثر این کتاب ساده و روان است و درون‌مایه‌ای از مطالب عرفانی دینی و اخلاقی دارد.
سه اثر منثور مولوی فیه مافیه، مکتوبات (مکاتیب نیز گفته می‌شده) و مجالس سبعه هستند. اما از میان این سه اثر منثور، مکتوبات تنها اثری است که به قلم خود مولوی است. فیه مافیه و مجالس، گفته‌ها و آموزه‌هایی است که مولانا بیان می‌کرده و پیروان آن را می‌نوشتند.
فیه مافیه، کتابی است که تدوین آن بعد از وفات مولوی (۶۷۲ ق) انجام گرفته و طبعاً نامی هم که بر آن نهاده شده‌است از مولوی نیست. از همین رو در نسخه‌های قدیم گاه آن را الاسرار الجلالیه و گاه فیه مافیه خوانده‌اند. در ظهریه برخی از نسخه‌های خطی ابیاتی نوشته‌اند که در آن‌ها فیه مافیه به کار رفته‌است. به گمان بدیع‌الزمان فروزانفر نام این کتاب را از قطعهٔ زیر که در فتوحات مکیه اثر محیی‌الدین بن عربی آمده‌است، گرفته‌اند:
| کتاب فیه ما فیه بدیع فی معانیه |  | اذا عایفت ما فیه رایت الدرّیحویه |

کتاب فیه مافیه اولین بار با تصحیح انتقادی بدیع‌الزمان فروزانفر در سال ۱۳۳۵ شمسی در تهران منتشر شد. در زبان انگلیسی چند بار ترجمهٔ آن منتشر شده و آرتور آربری آن را با عنوان «Discourses of Rumi» ترجمه کرده‌است. تاکستون نیز آن را به نام «Sign of The Unseen» به انگلیسی برگردانده‌است. حتی برای فارسی‌زبانان هم معنای فیه مافیه روشن نیست. ترجمهٔ تحت‌اللفظی آن باید «در آن است آنچه در آن است»، یا با تصرف در مصراعی از شعر هاتف اصفهانی «در او هست آنچه هست در او» باشد. شاید مناسب‌تر باشد که به پیروی از آربری فیه مافیه را سخنرانی‌های مولوی بنامیم.
اما شاید هم بتوان، با توجه به این رباعی از مولانا در مثنوی، ارتباطی بین نام کتاب فیه ما فیه و این ابیات پیدا کرد و به وجود خود انسان رسید.
| ای نسخهٔ نامهٔ الهی که توئی        |  | وی آینهٔ جمال شاهی که توئی         |
| بیرون ز تو نیست هرچه در عالم هست |  | در خود بطلب هر آنچه خواهی که توئی |

ترجمهٔ فیه مافیه به آلمانی توسط آنه‌ماری شیمل در سال ۱۹۸۸ میلادی به چاپ رسید. همچنین فیه مافیه توسط علی نانوازاده در سال ۲۰۰۶، به زبان کُردی ترجمه شده و در اقلیم کردستان عراق توسط مرکز نشر موکریانی به چاپ رسیده‌است.